# Associazione Calcio Riunite Messina 1988-1989
Questa voce raccoglie le informazioni riguardanti l'Associazione Calcio Riunite Messina nelle competizioni ufficiali della stagione 1988-1989.

## Stagione
Nella stagione di Serie B 1988-1989 il Messina deve rinunciare a Franco Scoglio (che sceglie di allenare il Genoa, con cui vincerà il campionato) e punta sul tecnico boemo Zdeněk Zeman profeta del "gioco a zona", il quale predilige e sviluppa un gioco del calcio bello e spregiudicato. Ne esce per i giallorossi un campionato divertente: la squadra peloritana con 46 reti segnate vanta il miglior attacco, ma anche la seconda peggior difesa del torneo con 42 reti subite,. 
Dopo un avvio stentato, in cui il tecnico boemo rischiò l'esonero, il Messina nella seconda parte del girone di andata si assestò nella zona medio-alta della classifica, dove rimase per tutto il campionato. Nonostante in alcuni momenti sembrò che la squadra fosse sul punto di potersi inserire nella lotta per la promozione, mancarono tuttavia i risultati in trasferta, dove la squadra raccolse soltanto 7 pareggi in 19 partite. Con 19 punti realizzati nel girone di andata e altrettanti nel girone discendente, la squadra chiuse con un dignitoso 8° posto. 
La più grande soddisfazione di questa serena stagione fu quella di aver avuto in squadra il vincitore della classifica marcatori della categoria cadetta Salvatore Schillaci (con 23 reti realizzate), il quale, ormai maturo per altri palcoscenici, qualche settimana dopo la fine del campionato passò alla Juventus. Molto bene fece anche il centrocampista Angelo Pierleoni che ha segnò 10 reti.
Nella Coppa Italia il Messina disputa il terzo girone eliminatorio, in cui totalizza tre punti, non sufficienti per passare alla seconda fase. Tuttavia resta memorabile la partita interna contro il Milan di Sacchi, in cui il Messina in un Celeste stracolmo riesce a bloccare sul pari la squadra campione d'Italia scesa in campo in formazione tipo. 

## Rosa
| N. |                   | Ruolo | Calciatore           |
| -- | ----------------- | ----- | -------------------- |
|    | Italia (bandiera) | P     | Pierantonio Bosaglia |
|    | Italia (bandiera) | P     | Stefano Ciucci       |
|    | Italia (bandiera) | P     | Roberto Dore         |
|    | Italia (bandiera) | P     | Francesco Saitta     |
|    | Italia (bandiera) | D     | Mario Abate          |
|    | Italia (bandiera) | D     | Stefano Da Mommio    |
|    | Italia (bandiera) | D     | Marco De Simone      |
|    | Italia (bandiera) | D     | Stefano Di Chiara    |
|    | Italia (bandiera) | D     | Paolo Doni           |
|    | Italia (bandiera) | D     | Gualtiero Grandini   |
|    | Italia (bandiera) | D     | Nicola Losacco       |
|    | Italia (bandiera) | D     | Angelo Pace          |
|    | Italia (bandiera) | D     | Paolo Petitti        |
|    | Malta (bandiera)  | D     | Luciano Serra        |
|    | Italia (bandiera) | D     | Gabriele Zamagna     |

| N. |                   | Ruolo | Calciatore                 |
| -- | ----------------- | ----- | -------------------------- |
|    | Italia (bandiera) | C     | Gaetano Beninato           |
|    | Italia (bandiera) | C     | Guido Di Fabio             |
|    | Italia (bandiera) | C     | Giuseppe Manari            |
|    | Italia (bandiera) | C     | Giacomo Modica             |
|    | Italia (bandiera) | C     | Lorenzo Mossini            |
|    | Italia (bandiera) | C     | Mauro Picasso              |
|    | Italia (bandiera) | C     | Angelo Pierleoni           |
|    | Italia (bandiera) | C     | Carmelo Puglisi            |
|    | Italia (bandiera) | C     | Claudio Valigi             |
|    | Italia (bandiera) | C     | Alberto Cambiaghi          |
|    | Italia (bandiera) | A     | Alberto Diodicibus         |
|    | Italia (bandiera) | A     | Paolo Mandelli             |
|    | Italia (bandiera) | A     | Antonio Maurizio Schillaci |
|    | Italia (bandiera) | A     | Salvatore Schillaci        |
|    | Italia (bandiera) | A     | Giuseppe Venticinque       |

## Risultati

### Serie B

#### Girone di andata
| Arbitro: | Boggi (Salerno) |

|              |           |  |
| M. Rossi 57’ | Marcatori |  |

| Arbitro: | Trentalange (Torino) |

|                                                |           |             |
| S. Schillaci 4’, 61’, 84’ (rig.) Cambiaghi 88’ | Marcatori | 13’ Galassi |

| Arbitro: | Sanguineti (Chiavari) |

|            |           |  |
| Baiano 68’ | Marcatori |  |

| Arbitro: | Beschin (Legnago) |

|                              |           |             |
| S. Schillaci 23’, 27’ (rig.) | Marcatori | 80’ La Rosa |

| Genova 9 ottobre 1988 5ª giornata | Genoa           | 0 – 0 | Messina | Stadio Luigi Ferraris\| Arbitro: \| Guidi (Bologna) \| |
| Arbitro:                          | Guidi (Bologna) |       |         |                                                        |

| Arbitro: | Monni (Sassari) |

|                                   |           |                                   |
| Cambiaghi 27’ Vincioni 42’ (aut.) | Marcatori | 5’ Brondi 29’ Cangini 57’ M. Neri |

| Arbitro: | Bailo (Novi Ligure) |

|               |           |             |
| Pierleoni 65’ | Marcatori | 70’ Cinello |

| Arbitro: | Cafaro (Grosseto) |

|                     |           |  |
| Simonini 78’ (rig.) | Marcatori |  |

| Arbitro: | Acri (Novi Ligure) |

|                  |           |              |
| S. Schillaci 70’ | Marcatori | 83’ Padovano |

| Arbitro: | Boemo (Cervignano del Friuli) |

|            |           |               |
| Ermini 47’ | Marcatori | 60’ Pierleoni |

| Arbitro: | Iori (Parma) |

|                                |           |              |
| S. Schillaci 12’ Cambiaghi 57’ | Marcatori | 1’ Casiraghi |

| Arbitro: | Boggi (Salerno) |

|                     |           |                              |
| Beccalossi 47’, 52’ | Marcatori | 68’ S. Schillaci 75’ Petitti |

| Arbitro: | Sguizzato (Verona) |

|             |           |  |
| Mossini 18’ | Marcatori |  |

| Arbitro: | Pucci (Firenze) |

|                                                 |           |               |
| De Vitis 13’, 55’, 72’ Catalano 31’ Minaudo 81’ | Marcatori | 88’ Pierleoni |

| Arbitro: | Bruni (Arezzo) |

|                             |           |  |
| Pierleoni 32’ De Simone 88’ | Marcatori |  |

| Arbitro: | Pairetto (Torino) |

|              |           |  |
| Catanese 63’ | Marcatori |  |

| Arbitro: | Felicani (Bologna) |

|                                             |           |  |
| S. Schillaci 36’ Mandelli 51’ Pierleoni 56’ | Marcatori |  |

| Catanzaro 15 gennaio 1989 18ª giornata | Catanzaro       | 0 – 0 | Messina | Stadio Militare\| Arbitro: \| Nicchi (Arezzo) \| |
| Arbitro:                               | Nicchi (Arezzo) |       |         |                                                  |

| Messina 22 gennaio 1989 19ª giornata | Messina           | 0 – 0 | Brescia | Stadio Giovanni Celeste\| Arbitro: \| Dal Forno (Ivrea) \| |
| Arbitro:                             | Dal Forno (Ivrea) |       |         |                                                            |

#### Girone di ritorno
| Arbitro: | Monni (Sassari) |

|               |           |  |
| Pierleoni 17’ | Marcatori |  |

| Arbitro: | Frattin (Castelfranco Veneto) |

|           |           |                         |
| Iorio 30’ | Marcatori | 42’ (rig.) S. Schillaci |

| Messina 12 febbraio 1989 22ª giornata | Messina                       | 2 – 0 | Empoli | Stadio Giovanni Celeste\| Arbitro: \| Boemo (Cervignano del Friuli) \| |
| Arbitro:                              | Boemo (Cervignano del Friuli) |       |        |                                                                        |

| Arbitro: | Ceccarini (Livorno) |

|                                                  |           |                            |
| La Rosa 1’, 15’ (rig.) G. Romano 51’ Accardi 90’ | Marcatori | 27’ Cambiaghi 66’ Mandelli |

| Arbitro: | Magni (Bergamo) |

|                  |           |  |
| S. Schillaci 48’ | Marcatori |  |

| Ancona 12 marzo 1989 25ª giornata | Ancona              | 0 – 0 | Messina | Stadio Dorico\| Arbitro: \| Bailo (Novi Ligure) \| |
| Arbitro:                          | Bailo (Novi Ligure) |       |         |                                                    |

| Arbitro: | Cornieti (Forlì) |

|                      |           |  |
| Cinello 44’ Bivi 89’ | Marcatori |  |

| Arbitro: | Quartuccio (Torre Annunziata) |

|                                      |           |  |
| S. Schillaci 8’ (rig.) Pierleoni 16’ | Marcatori |  |

| Arbitro: | Nicchi (Arezzo) |

|                        |           |              |
| Poggi 32’ Venturin 63’ | Marcatori | 5’ Pierleoni |

| Arbitro: | Frattin (Castelfranco Veneto) |

|                  |           |                |
| S. Schillaci 49’ | Marcatori | 71’ E. Roselli |

| Arbitro: | Stafoggia (Pesaro) |

|          |           |  |
| Ganz 45’ | Marcatori |  |

| Arbitro: | Bruni (Arezzo) |

|                                          |           |              |
| S. Schillaci 32’, 88’, 90’ Pierleoni 64’ | Marcatori | 69’ Fioretti |

| Arbitro: | Nicchi (Arezzo) |

|             |           |              |
| Marulla 77’ | Marcatori | 57’ Mandelli |

| Messina 14 maggio 1989 33ª giornata | Messina             | 0 – 0 | Udinese | Stadio Giovanni Celeste\| Arbitro: \| Coppetelli (Tivoli) \| |
| Arbitro:                            | Coppetelli (Tivoli) |       |         |                                                              |

| Arbitro: | Trentalange (Torino) |

|                                        |           |               |
| Roselli 32’, 66’ (rig.) Insanguine 85’ | Marcatori | 10’ Pierleoni |

| Arbitro: | Pairetto (Torino) |

|                                  |           |                    |
| S. Schillaci 4’ S. Schillaci 61’ | Marcatori | 16’ (aut.) Mossini |

| Arbitro: | Iori (Parma) |

|                         |           |                  |
| Monelli 31’ Perrone 68’ | Marcatori | 81’ S. Schillaci |

| Arbitro: | Frattin (Castelfranco Veneto) |

|                                          |           |  |
| S. Schillaci 25’, 60’ (rig.) Mossini 57’ | Marcatori |  |

| Arbitro: | Paparesta (Bari) |

|                                |           |               |
| P. Mariani 12’ Savino 33’, 47’ | Marcatori | 43’ Cambiaghi |

### Coppa Italia

#### Prima fase 3º girone
| Arbitro: | Sanguineti (Chiavari) |

|                                               |           |           |
| Saracino 51’ (aut.) S. Schillaci 60’ Doni 65’ | Marcatori | 10’ Mitri |

| Arbitro: | Paparesta (Bari) |

|               |           |                |
| Pierleoni 48’ | Marcatori | 45’ Van Basten |

| Arbitro: | Frigerio (Milano) |

|                                        |           |                        |
| La Rosa 4’ Sorce 55’ C. Donnarumma 86’ | Marcatori | 85’ Mossini 90’ Modica |

| Arbitro: | Pezzella (Frattamaggiore) |

|                                                  |           |                                               |
| Modica 38’ S. Schillaci 51’ (rig.) Cambiaghi 63’ | Marcatori | 21’ R. Marino 58’, 78’ Dezotti 67’ Ruben Sosa |

| Arbitro: | Felicani (Bologna) |

|                                      |           |                                    |
| Tita 36’, 37’, 68’ (rig.) Pagano 85’ | Marcatori | 48’, 60’ (rig.), 78’ (rig.) Modica |

## Statistiche

### Statistiche di squadra
| Competizione | Punti | In casa | In casa | In casa | In casa | In casa | In casa | In trasferta | In trasferta | In trasferta | In trasferta | In trasferta | In trasferta | Totale | Totale | Totale | Totale | Totale | Totale | DR |
| Competizione | Punti | G       | V       | N       | P       | Gf      | Gs      | G            | V            | N            | P            | Gf           | Gs           | G      | V      | N      | P      | Gf     | Gs     | DR |
| ------------ | ----- | ------- | ------- | ------- | ------- | ------- | ------- | ------------ | ------------ | ------------ | ------------ | ------------ | ------------ | ------ | ------ | ------ | ------ | ------ | ------ | -- |
| Serie B      | 38    | 19      | 13      | 5       | 1       | 34      | 11      | 19           | 0            | 7            | 12           | 12           | 31           | 38     | 13     | 12     | 13     | 46     | 42     | +4 |
| Coppa Italia | 3     | 3       | 1       | 1       | 1       | 7       | 6       | 2            | 0            | 0            | 2            | 5            | 7            | 5      | 1      | 1      | 3      | 12     | 13     | -1 |
| Totale       |       | 22      | 14      | 6       | 2       | 41      | 17      | 21           | 0            | 7            | 14           | 17           | 38           | 43     | 14     | 13     | 16     | 58     | 55     | +3 |

### Statistiche dei giocatori
| Giocatore      | Serie B  | Serie B | Serie B     | Serie B    | Coppa Italia | Coppa Italia | Coppa Italia | Coppa Italia | Totale   | Totale | Totale      | Totale     |
| Giocatore      | Presenze | Reti    | Ammonizioni | Espulsioni | Presenze     | Reti         | Ammonizioni  | Espulsioni   | Presenze | Reti   | Ammonizioni | Espulsioni |
| -------------- | -------- | ------- | ----------- | ---------- | ------------ | ------------ | ------------ | ------------ | -------- | ------ | ----------- | ---------- |
| M. Abate       | 9        | 0       | ?           | ?          | 4            | 0            | ?            | ?            | 13       | 0      | ?           | ?          |
| G. Beninato    | 1        | 0       | ?           | ?          | 2            | 0            | ?            | ?            | 3        | 0      | ?           | ?          |
| P. Bosaglia    | 1        | -1      | ?           | ?          | 5            | -13          | ?            | ?            | 6        | -14    | ?           | ?          |
| A. Cambiaghi   | 34       | 5       | ?           | ?          | 5            | 1            | ?            | ?            | 39       | 6      | ?           | ?          |
| S. Ciucci      | 33       | -35     | ?           | ?          | -            | -            | -            | -            | 33       | -35    | 0+          | 0+         |
| S. Da Mommio   | 29       | 0       | ?           | ?          | 4            | 0            | ?            | ?            | 33       | 0      | ?           | ?          |
| M. De Simone   | 33       | 1       | ?           | ?          | 5            | 0            | ?            | ?            | 38       | 1      | ?           | ?          |
| G. Di Fabio    | 36       | 0       | ?           | ?          | 5            | 0            | ?            | ?            | 41       | 0      | ?           | ?          |
| A. Diodicibus  | -        | -       | -           | -          | 2            | 0            | ?            | ?            | 2        | 0      | 0+          | 0+         |
| P. Doni        | 23       | 0       | ?           | ?          | 5            | 1            | ?            | ?            | 28       | 1      | ?           | ?          |
| R. Dore        | 4        | -6      | ?           | ?          | -            | -            | -            | -            | 4        | -6     | 0+          | 0+         |
| G. Grandini    | 18       | 0       | ?           | ?          | -            | -            | -            | -            | 18       | 0      | 0+          | 0+         |
| N. Losacco     | 16       | 0       | ?           | ?          | 2            | 0            | ?            | ?            | 18       | 0      | ?           | ?          |
| P. Mandelli    | 33       | 3       | ?           | ?          | -            | -            | -            | -            | 33       | 3      | 0+          | 0+         |
| G. Modica      | 37       | 0       | ?           | ?          | 5            | 5            | ?            | ?            | 42       | 5      | ?           | ?          |
| L. Mossini     | 38       | 2       | ?           | ?          | 3            | 1            | ?            | ?            | 41       | 3      | ?           | ?          |
| A. Pace        | 2        | 0       | ?           | ?          | -            | -            | -            | -            | 2        | 0      | 0+          | 0+         |
| P. Petitti     | 23       | 0       | ?           | ?          | 3            | 0            | ?            | ?            | 26       | 0      | ?           | ?          |
| M. Picasso     | 2        | 0       | ?           | ?          | -            | -            | -            | -            | 2        | 0      | 0+          | 0+         |
| A. Pierleoni   | 33       | 10      | ?           | ?          | 4            | 1            | ?            | ?            | 37       | 11     | ?           | ?          |
| F. Saitta      | 1        | 0       | ?           | ?          | -            | -            | -            | -            | 1        | 0      | 0+          | 0+         |
| A. Schillaci   | 10       | 0       | ?           | ?          | -            | -            | -            | -            | 10       | 0      | 0+          | 0+         |
| S. Schillaci   | 35       | 23      | ?           | ?          | 4            | 2            | ?            | ?            | 39       | 25     | ?           | ?          |
| L. Serra       | 13       | 0       | ?           | ?          | 4            | 0            | ?            | ?            | 17       | 0      | ?           | ?          |
| C. Valigi      | 6        | 0       | ?           | ?          | -            | -            | -            | -            | 6        | 0      | 0+          | 0+         |
| G. Venticinque | -        | -       | -           | -          | 2            | 0            | ?            | ?            | 2        | 0      | 0+          | 0+         |